# (1943) Anteros
(1943) Anteros es un asteroide que forma parte de los asteroides Amor y fue descubierto por James Gibson el 13 de marzo de 1973 desde el observatorio El Leoncito, Argentina.

## Designación y nombre
Anteros fue designado inicialmente como 1973 EC.
Más adelante se nombró por Anteros, un dios de la mitología griega.

## Características orbitales
Anteros está situado a una distancia media de 1,43 ua del Sol, pudiendo acercarse hasta 1,064 ua y alejarse hasta 1,797 ua. Tiene una inclinación orbital de 8,705° y una excentricidad de 0,256. Emplea en completar una órbita alrededor del Sol 624,9 días.